# Берейтор

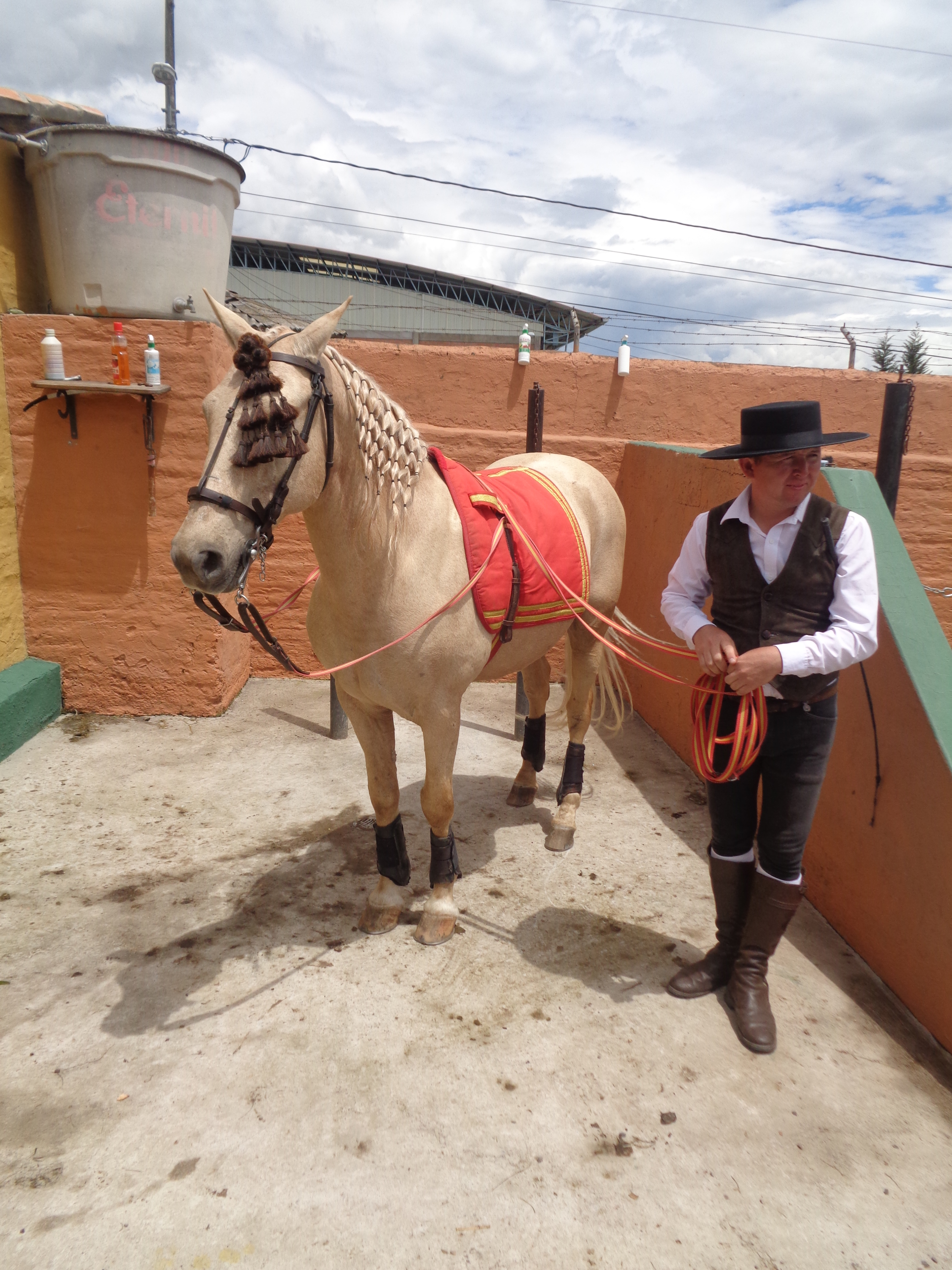
Берейтор з конем

Бере́йтор (від нім. Bereiter) — фахівець, який виїжджує коней, вчитель, який навчає верхової їзди, помічник дресирувальника коней в цирку. 
Виїжджування (привчення до верхової їзди) молодих коней здавна вважалася небезпечною справою, що вимагає знань та досвіду. Для армії XIX століття і раніше вважалось, що в кожному кавалерійському полку, в кожній пішій артилерійській бригаді чи кінній батареї було принаймні по одному берейтору.
Зараз посада берейтора існує в цирках та комерційних стайнях, що надають послуги з утримання і реалізації коней. Берейтор, на відміну від тренера, займається вихованням і тренуванням виключно коней, а не людей в тому числі. Тренер-берейтор навчає і коней, і людей.